# Adventskirken
Adventskirken, også kendt som Ungdommens Kirke, er en kirke i den danske folkekirke, som ligger på hjørnet af Jyllingevej og Sallingvej i Vanløse.

## Historie
Kirken blev opført efter en arkitektkonkurrence udskrevet af Kirkefondet i 1940. Kirkens arkitekt var kongelig bygningsinspektør Erik Møller. Kirken blev rejst af Kirkefondet for midler indsamlet blandt kristne ungdomskorps og foreninger i Danmark. Bygningen stod færdig i 1944.

## Kirkebygningen
Kirken har mønstermurede facader bestående af røde mursten samt rudeformet mønstermuring på med lysere sten på de vinduesløse langsidder. På sydsiden er ligger indgangen, som er en bred fladbuet portal omgivet af små korsformede lysglugger. Tårnet er bygget i en H-form og fungerer som en åben klokkestol. Det er hvidkalket og anbragt asymmetrisk i forhold til kirkebygningen. Kirkerummet, der ligeledes er hvidkalket, har en åben tagstol med hvidmalede trædragere. Kirkens skib og kor er samlet i ét stort, næsten kvadratisk rum, hvor der er en tæt forbindelse mellem præsten og menigheden. I den vestlige side er der to store vinduer med glas. Den østlige side af rummet er en foldevæg, der giver forbindelse til den tilstødende menighedssal. Herved kan de 285 pladser øges til op mod 500. Alterbordet, placeret i nordenden, er af lys kalksten og er hævet to trin over klinkegulvet foran det. Over alteret hænger et kors af ubehandlet eg. Prædikestolen er ligeledes af ubehandlet eg, mens døbefonten er af Fakse-marmor. Orgelet, der har 22 stemmer, er fra 1957 og er bygget af Theodor Frobenius.

## Eksterne kilder og henvisninger
Adventskirken hos KortTilKirken.dk